# José Tomás Meza
José Tomás Meza Abarca (Santiago de Chile, 1 de septiembre de 1980) es un jinete de rodeo chileno. Actualmente defiende al Criadero Las Callanas y hace collera con Gonzalo Vial. En el año 2016 defendía el Criadero Principio con José Manuel Pozo con quien se proclamó campeón nacional de Chile de rodeo después de titularse campeones en el Campeonato Nacional de Rodeo de 2016. Anteriormente ya había sido campeón de Chile el año 2009 junto a Emiliano Ruiz y defendiendo al Criadero Santa Anita de Curimao.
Nació en Santiago de Chile y después de su título nacional de 2009 junto a Ruiz se convirtieron en los primeros jinetes capitalinos en ser campeones de Chile. Se crio en Peñalolén alto y viene de una familia de rodeo. Su papá Juan Enrique Meza, participó en la final de Rancagua, también llegaron sus primos Cristóbal Cortina y Víctor Vergara, y sus cuñados Gustavo Cornejo con Pedro González y Gonzalo Abarca con su hermano Diego Meza. Su hermano Juan Ignacio Meza fue campeón de Chile el año 2015.
Actualmente es considerado uno de los mejores jinetes de Chile, gracias a sus condiciones innatas, gran técnica, serenidad y precisión para saber cuándo debe lanzar el caballo, lo que le permiten ser muy efectivo para marcar puntos buenos.

## Triunfos destacados
- 3° lugar Clasificatorio de Colchagua 1999
- 2° lugar Clasificatorio de San Clemente 2001
- 2° lugar de Campeonato Universitario de Puente Alto 2004
- 2° lugar Clasificatorio de Coquimbo 2006
- Campeón Rodeo Clasificatorio de Rengo 2007
- Subcampeón nacional del Campeonato Nacional de Rodeo de 2007
- Campeón Rodeo Clasificatorio Curicó 2008
- Campeón Rodeo Clasificatorio Curicó 2009
- Campeón del Campeonato Nacional de Rodeo de 2009
- Campeón del Campeonato Nacional de Rodeo de 2016

## Campeonatos nacionales
| Año  | Collera          | Caballos                    | Puntaje | Asociación       |
| ---- | ---------------- | --------------------------- | ------- | ---------------- |
| 2009 | Emiliano Ruiz    | "Disntinguido" y "Espinudo" | 39      | Cordillera       |
| 2016 | José Manuel Pozo | "Disturbio" y "Perno"       | 11      | Santiago y Talca |

### Segundos campeonatos
- 2007: junto con Emiliano Ruiz, montando a "Cancionero" y "Melí" con 37+6 puntos.